# Петниста харацинова щука
Петнистите харацинови щуки (Boulengerella maculata) са вид актиноптери от семейство Ctenoluciidae.
Разпространени са в сладководни басейни в Южна Америка.
Таксонът е описан за пръв път от Ашил Валансиен през 1850 година.